# Старая Белая
Старая Белая — озеро-старица в России, расположено на территории Актанышского района Татарстана. Площадь водного зеркала — 0,9 км².
Озеро находится в левобережной пойме реки Белой на высоте 62 метра над уровнем моря,бывшее русло реки. На западном берегу — деревни Азякуль, Ирмяшево и село Актаныш, на восточном — лес. В юго-восточную часть озера впадают речка Актаныш и протока из озера Искеидель. Из северной вытекает ручей, впадающий в Белую.
Код водного объекта — 10010201611111100006803.